# Спортивна гімнастика на літніх Олімпійських іграх 1996 — Паралельні бруси (чоловіки)
Фінал змагань у вправах на паралельних брусах у рамках турніру зі спортивної гімнастики на літніх Олімпійських іграх 1996 року відбувся 29 липня 1996 року.

## Призери
| Золото                   | Срібло          | Бронза                   |
| Рустам Шаріпов · Україна | Джер Лінч · США | Віталій Щербо · Білорусь |

## Результати

### Кваліфікація
| Місце | Гімнаст              | Результат |
| ----- | -------------------- | --------- |
| 1     | Олексій Нємов (RUS)  | 19.387    |
| 1     | Хуан Ліпін (CHN)     | 19.387    |
| 3     | Джер Лінч (USA)      | 19.375    |
| 4     | Віталій Щербо (BLR)  | 19.374    |
| 5     | Сергій Харьков (RUS) | 19.312    |
| 6     | Чжан Цзіньцзін (CHN) | 19.299    |
| 9     | Рустам Шаріпов (UKR) | 19.200    |
| 11    | Лі Джу Хйон (KOR)    | 19.162    |

### Фінал
| Місце | Гімнаст              | Результат |
| ----- | -------------------- | --------- |
|       | Рустам Шаріпов (UKR) | 9.837     |
|       | Джер Лінч (USA)      | 9.825     |
|       | Віталій Щербо (BLR)  | 9.800     |
| 4     | Чжан Цзіньцзін (CHN) | 9.750     |
| 4     | Олексій Нємов (RUS)  | 9.750     |
| 6     | Хуан Ліпін (CHN)     | 9.737     |
| 7     | Лі Джу Хйон (KOR)    | 9.687     |
| 8     | Сергій Харьков (RUS) | 9.650     |